# Niels de Ruiter
Niels de Ruiter (ur. 21 stycznia 1983 w Lelystad, Holandia) – holenderski darter. Pomimo holenderskiego obywatelstwa i korzeni, w pierwszych dwóch wielkich turniejach, w jakich brał udział, reprezentował Belgię.
W darta grać zaczął w 1999, w 2006 zadebiutował w BDO World Darts Championship. W 1. rundzie jego pogromcą okazał się Shaun Greatbatch.
Mieszka w Nieuwegein.